# Српска православна црква Светог Николе у Мартинцима
Српска православна црква Светог Николе је богослужбени православни храм у Мартинцима код Сремске Митровице. Црква припада Епархији сремској Српске православне цркве. Црква је данас посвећена Светом Николи.
Црква је споменик културе од великог значаја.

## Историјат
Црква Светог Николе у Мартинцима изграђена је у другој половини 18. века. Изградња торња започета је 1766. године. Црква је 1786. године добила иконостас, а 1780-их украшена је унутрашњост цркве.
Радови на обнови цркве спроведени су 1988. године. Спољашњост цркве је „освежена“ последњих година.

## Значај
Црква Светог Николе је једнобродна грађевина барокне основе с олтарском апсидом на источној страни и барокним звоником призиданим на западу. Црква поседује хорску галерију у западном делу наоса. 
Иконостас је настао 1780-их у духу барока и рококоа, има изузетну резбарију. Иконе осликао Мојсеј Суботић.